# André Schwartz-Bart
André Schwarz-Bart es un escritor francés, nacido en Metz, Mosela, en el norte de Francia, el 23 de mayo de 1928, y fallecido el 30 de septiembre de 2006 en Pointe-à-Pitre, en el departamento de Guadalupe, en las Antillas. Ganó el premio Goncourt en 1959 por Le Dernier des Justes (El último justo).

## Biografía
Abraham Szwarcbart, alias André Schwarz-Bart, nace en una familia modesta, cuya lengua materna es el yidis. Pasa doce años de su infancia en el barrio de Pontiffroy, en Metz, donde en aquella época se hablaba yidis. La familia Schwarz-Bart vive en la ciudad de Metz entre 1924 y abril de 1940. 
André tiene seis hermanos, Jacques, Léon, Félix, Maurice, Armand y Bernard, y una hermana, Marthe. Su padre, Uszer Schwarz-Bart nació en Leczyka, en la Polonia central, donde comenzó sus estudios para ser rabino, pero acabó siendo comerciante, vendiendo medias y zapatos en los mercados de la región de Metz o de puerta en puerta.
La Segunda Guerra Mundial interrumpe precozmente los estudios del joven André, que habla yidis en casa y aprende francés en la escuela. Su familia abandona Metz poco antes de la anexión de Mosela por la Alemania nazi. En 1941, la familia encuentra refugio en Oléron y luego en Angulema. Sus padres, Uszer y Louise, y dos de sus hermanos, Jacques y Bernard, son deportados. André se apunta a la resistencia, y es detenido y torturado en Limoges en 1944. Al acabar la guerra, su papel en la resistencia le permite reemprender sus estudios en la Sorbona.
En la universidad, publica sus primeros escritos en la revista de los estudiantes judíos, Kadimah. Desde ese momento, se impone el proyecto de contar la destrucción de los judíos en Europa, descrito por muchos como “la masacre de un rebaño de ovejas que se deja conducir al matadero”. Quiere hacer comprender que el heroísmo de los combatientes del Gueto de Varsovia y de los soldados judíos de Palestina no es superior al heroísmo espiritual de las generaciones de judíos que sufrieron las persecuciones.
En diciembre de 1956, publica en la revista del FSJU extractos de una futura novela titulada La biographie d’Ernie Lévy, en la que muestra la dignidad de un pueblo que, sometido a la opresión y la persecución, rehúsa adoptar las armas y la violencia de sus verdugos. Hasta que no escribe la quinta versión no encuentra editor, y por fin publica con Seuil en otoño de 1959, con el título de El último justo (Le Dernier des Justes). En la obra, imagina la historia de la familia Lévy, que ha recibido el extraño privilegio de dar lugar en cada generación a un justo, o Lamed-vav (Lamed-waf en yidis). El primero de estos Lamed-waf sería Yom Tom Lévy, de York, muerto en martirio el 11 de marzo de 1185, a raíz de una masacre propiciada por un obispo inglés. El último, Emie Lévy, deportado a Drancy y luego a Auschwitz, desaparece en un horno crematorio después de haber contado historias consoladoras a los niños en el vagón blindado. Cada episodio procede de la historia judía.
El libro suscita una verdadera polémica, pero lo que más le duele es el ataque de los suyos, pues el sionismo le acusa de no incluir héroes judíos combatientes, ya que ha optado solo por la no resistencia. Desolado, se refugia en Senegal, lo más lejos posible de los salones literarios.
En 1961, se casa con Simone Brumant, una estudiante de Guadalupe diez años menor. Trabaja en una serie de novelas románticas que comprenderán siete volúmenes bajo el título de La mulâtresse Solitude. En 1967 publica el primer volumen coescrito con Simone con el título de Un plat de porc aux bananes vertes (Un plato de cerdo con plátanos), pero la obra no tiene demasiado éxito. El 30 de marzo de ese mismo año, el estado de Israel le otorga el Premio de Jerusalén por la Libertad del Hombre en la Sociedad.
En 1972, publica por fin en Francia La mulâtresse Solitude como autor, pero tampoco tiene éxito. El título hace referencia a una figura histórica de la resistencia de los esclavos negros en Guadalupe. La mulata Soledad es una esclava africana, violada por un marino en el barco que la llevaba a las Antillas. Nace en 1772 y vive la abolición de la esclavitud en 1794, pero cuando Napoleón la reinstaura en 1802, se une a Louis Delgrès y combate por la libertad, hasta que el 29 de noviembre de ese mismo año es colgada.
El fracaso de la obra le hace abandonar Francia para instalarse definitivamente en Guadalupe. 
Schwarz-Bart fue toda su vida un defensor de la causa sionista. Manifestó su apoyo a Israel en 1967 y durante la guerra de Yom Kipur, pero prefirió ser toda su vida un judío en el exilio. En 2006, fue promovido al grado de oficial en la Orden de las Artes y las Letras por el ministro de Cultura francés, Renaud Donnedieu de Vabres.
André Schwarz-Bart murió el 30 de septiembre de 2006 en Pointe-à-Pitre, Guadalupe. Su cuerpo fue incinerado. Es padre de Bernard et de Jacques Schwarz-Bart, saxofonista de jazz.

## Obras
- Le Dernier des Justes, Premio Goncourt 1959, Livre de Poche, 1968. En castellano, El último justo, Seix Barral, 1960.
- La Mulâtresse Solitude, Le Seuil, 1972. En castellano, La mulata soledad, Aguilar, 1973
- Étoile du matin, Le Seuil, 2009
- Un plat de porc aux bananes vertes, avec Simone Schwarz-Bart, Seuil, 1967. En castellano, Un plato de cerdo con plátanos, Aguilar, 1970
- Hommage à la femme noire en colaboración con Simone Schwarz-Bart, Éditions Consulaires, 1989.
- Gyssels, Kathleen: "Filles de Solitude. Ensayo sobre la identidad antillana en las autobiografías ficticias de Simone y André Schwarz-Bart", París, L'Harmattan, 1996.